# França (Bragança)
França is een plaats (freguesia) in de Portugese gemeente Bragança en telt 275 inwoners (2001).

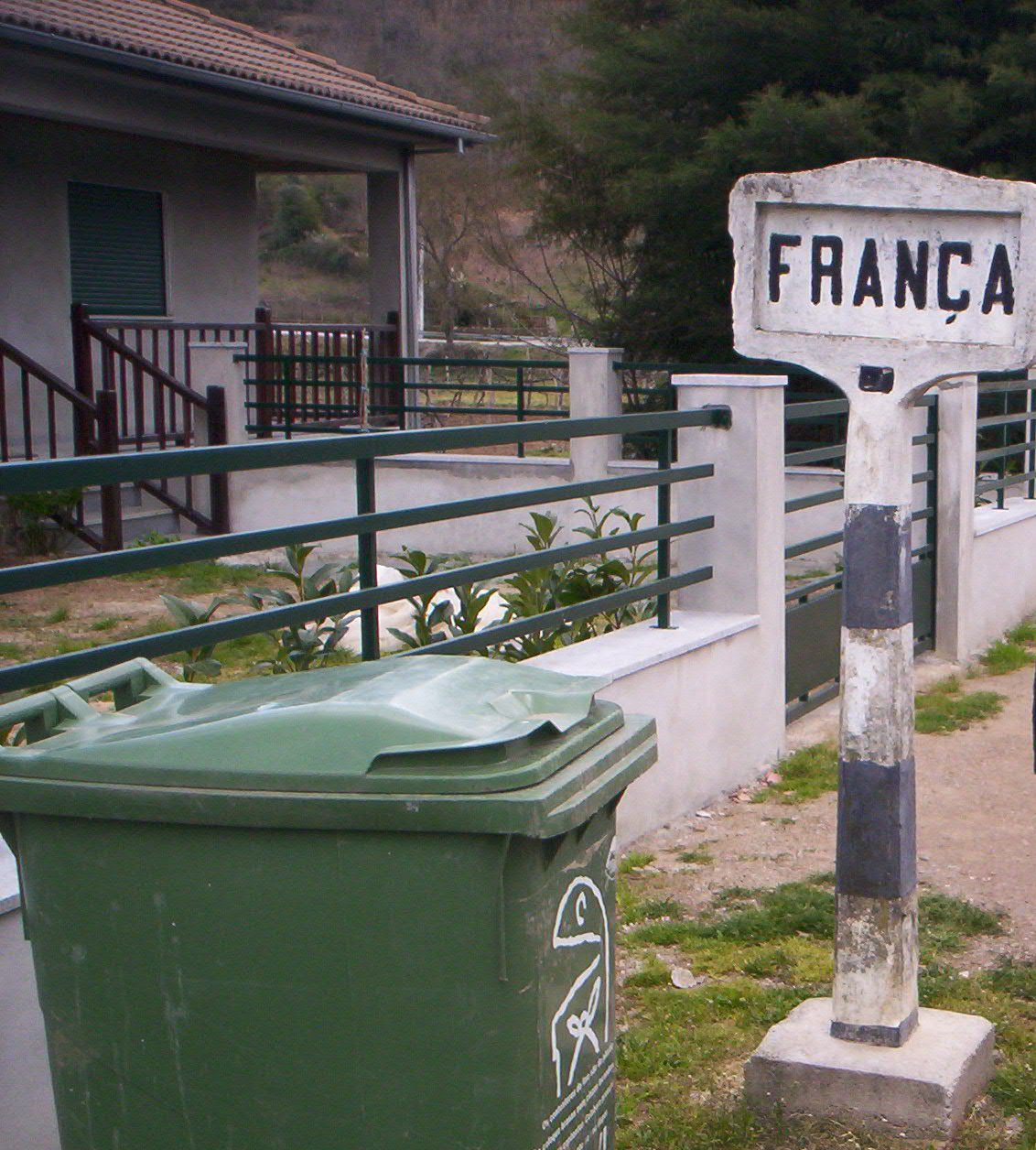
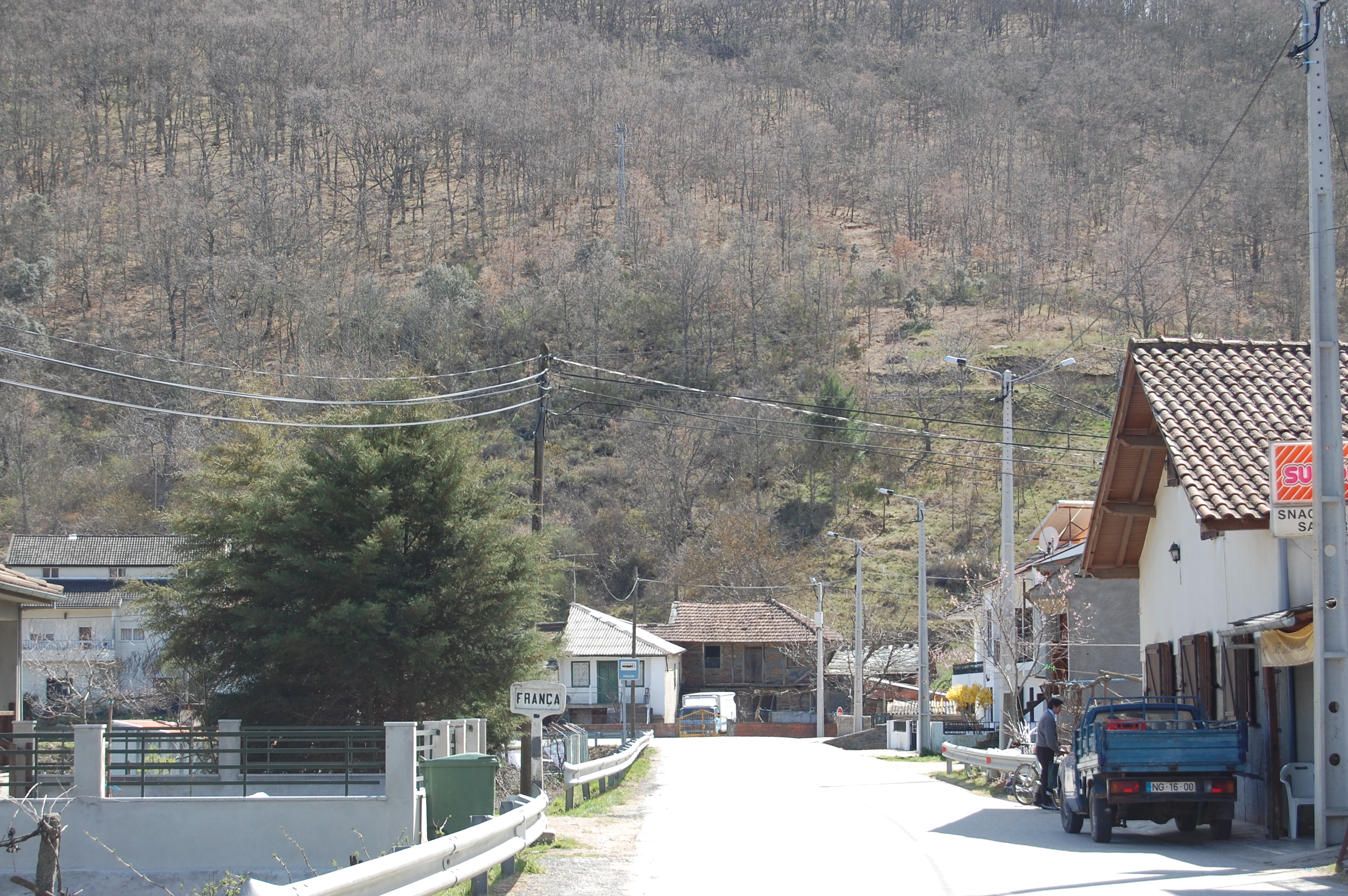
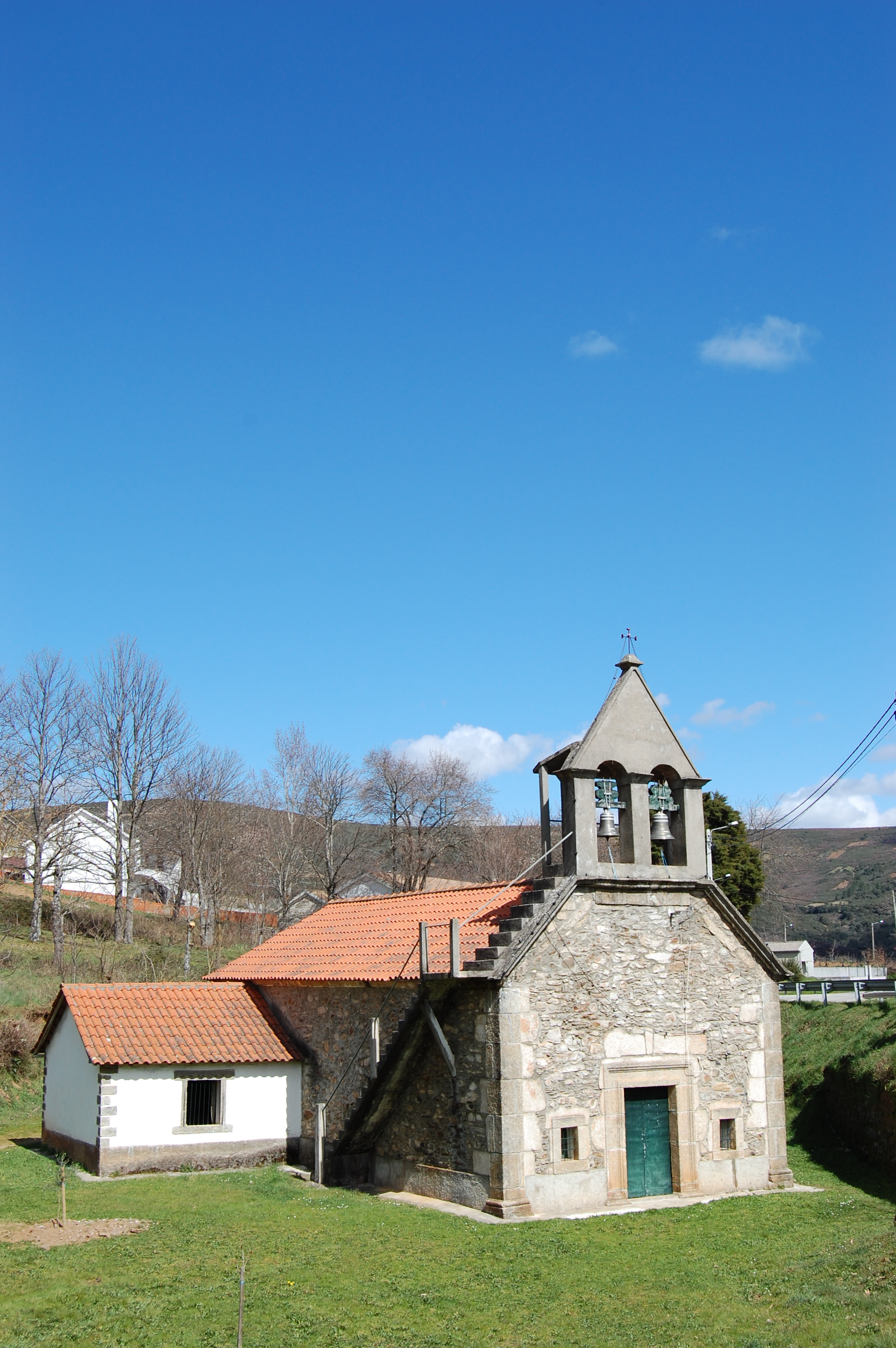